# انبردست پنی
انبردست پنی (انگلیسی: Penny Pinchers؛ کره‌ای: 티끌모아 로맨스) یک فیلم کمدی رمانتیک محصول سال ۲۰۱۱ کره جنوبی به نویسندگی و کارگردانی کیم جونگ-هوان و بازی هان یه سول و سونگ جونگ کی است.
کیم جونگ-هوان در سال ۲۰۱۲ نامزد دریافت جایزهٔ بهترین کارگردان تازه‌کار در چهل و هشتمین دورهٔ جوایز هنری بکسانگ شد.

## بازیگران
- هان یه سول در نقش گو هونگ-شیل[۷][۸][۹]
- سونگ جونگ کی در نقش چون جی-وونگ[۱۰][۱۱]
- شین سو یول در نقش‌ها کیونگ-جو
- لی سانگ-یوب در نقش یانگ گوان-وو
- لی جه-وون در نقش ته-وو
- لی یونگ-جو در نقش چانگ-گون
- کیم دونگ-هیون در نقش پدر هونگ-شیل
- مون سه یون در نقش سیسوپ
- را می ران در نقش صاحبخانهٔ جی-وونگ

## انتشار
انبردست پنی در ۱۰ نوامبر ۲۰۱۱ در سینماها منتشر شد. این فیلم یک موفقیت تجاری بزرگی نبود و ۲٬۷۰۷٬۷۶۱ دلار آمریکا از ۴۲۴٬۰۰۲ بلیت به دست آورد.
این فیلم همچنین در چهارمین جشنوارهٔ بین‌المللی فیلم اوکیناوا به نمایش درآمد.